# Велике Доле при Теменици
Велике Доле при Теменици (словен. Velike Dole pri Temenici) је насељено место у општини Иванчна Горица, Средњесловенска регија, Словенија.

## Историја
До територијалне реорганизације у Словенији био је у саставу старе општине Гросупље.

## Становништво
У попису становништва из 2011. године, Велике Доле при Теменици је имао 31 становника.
| Број становника према пописима | Број становника према пописима | Број становника према пописима |
| ------------------------------ | ------------------------------ | ------------------------------ |
| 1991                           | 2002                           | 2011                           |
| 34                             | 32                             | 31                             |

Напомена: До 1953. исказивано под именом Велике Доле, а од 1953. до 1997. године под именом Велике Доле при Шентјурју.